# Francisco Eppens Helguera

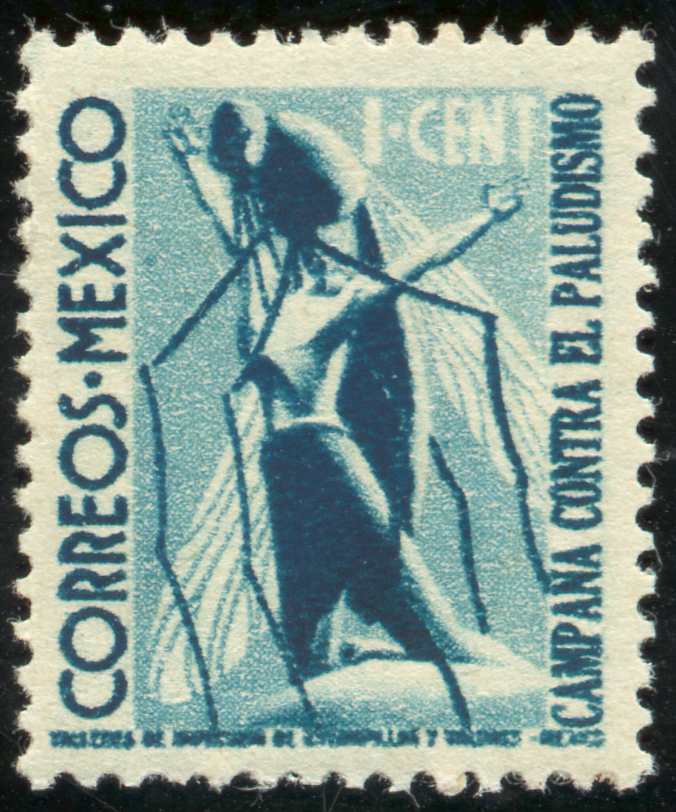
Postzegel ontworpen door Eppens, 1939

Francisco Eppens Helguera (San Luis Potosí, 1 februari 1913 - Mexico-Stad, 6 september 1990) was een Mexicaans schilder, illustrator en beeldhouwer.
Bekende schilderijen van Eppens zijn Las Hermanas en Contrafuertes Coloniales. Eppens vervaardigde veel werken voor publieke gebouwen en instellingen, waaronder de muurschilderingen op de faculteit der medicijnen van de Nationale Autonome Universiteit van Mexico (UNAM) en verschillende postzegelseries. Eppens is echter het bekendst vanwege zijn ontwerp voor de huidige versie van het wapenschild van Mexico, en daarmee ook de vlag van Mexico, dat sinds 1968 in gebruik is.
- Bibliothèque nationale de France: cb12216268m (data)
- Gemeinsame Normdatei: 119237113
- International Standard Name Identifier: 0000 0000 7860 5369
- Library of Congress Control Number: n90679869
- Union List of Artist Names: 500356564
- Virtual International Authority File: 57420266
- WorldCat: E39PBJkHtD3WpRfTHBvWKT8DMP